# Pui, Hunedoara
Pui este satul de reședință al comunei cu același nume din județul Hunedoara, Transilvania, România.

## Istoric
În trecut, Pui era centrul de întâlnire al iarmaroacelor din vestul țării.
De sute de ani, la data de 1 mai, la Pui este organizat Târgul de Armindeni.
De asemenea, comuna Pui a fost sediul plasei omonime, plasa Pui, din județul interbelic Hunedoara, între anii 1918 și 1950, în timpul României Mari.
Prima atestare documentară a localității Pui este din anul 1426, ca domeniu aparținând unei familii de origine franceză, pe nume Puly. În prima jumătate a secolului XX, localitatea Pui era un important centru administrativ, comercial și chiar administrativ-financiar, având o clasă de mijloc bine închegata, chiar înstărită. Se consideră că multe așezări din bazinul Streiului (Râu Bărbat, Paroș, Uric, Petros, Hobița s.a.) au luat ființă în urma unor imigrări ale țăranilor din valea Streiului și din Țara Hațegului.

## Obiective turistice
- Rezervațiile naturale “Peștera Șura Mare” (5 ha) și "Fânațele Pui" (13 ha).

## Galerie foto

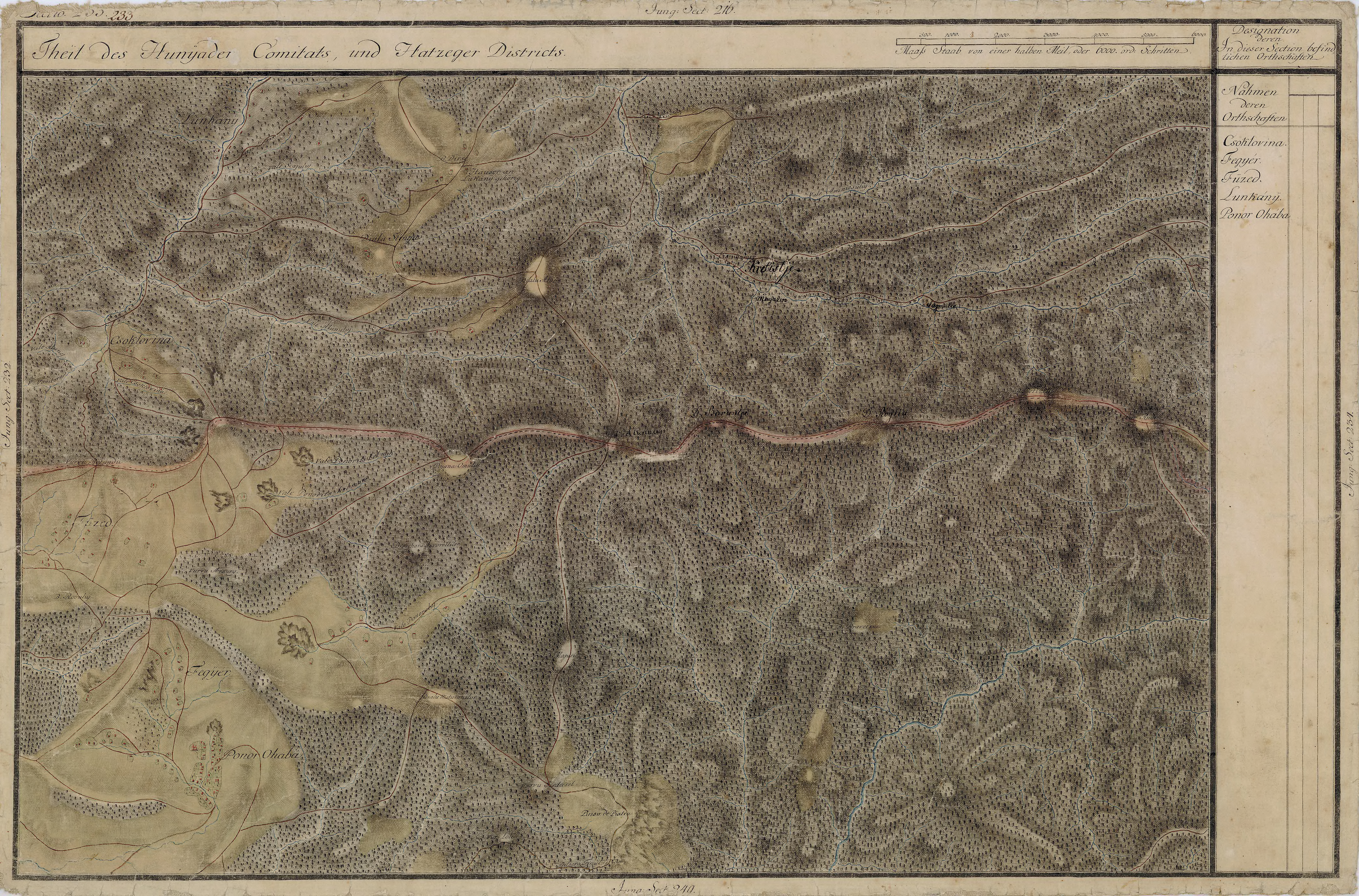
Satele Fizeşti, Federi şi Ohaba-Ponor în Harta Iosefină a Transilvaniei, 1769-1773
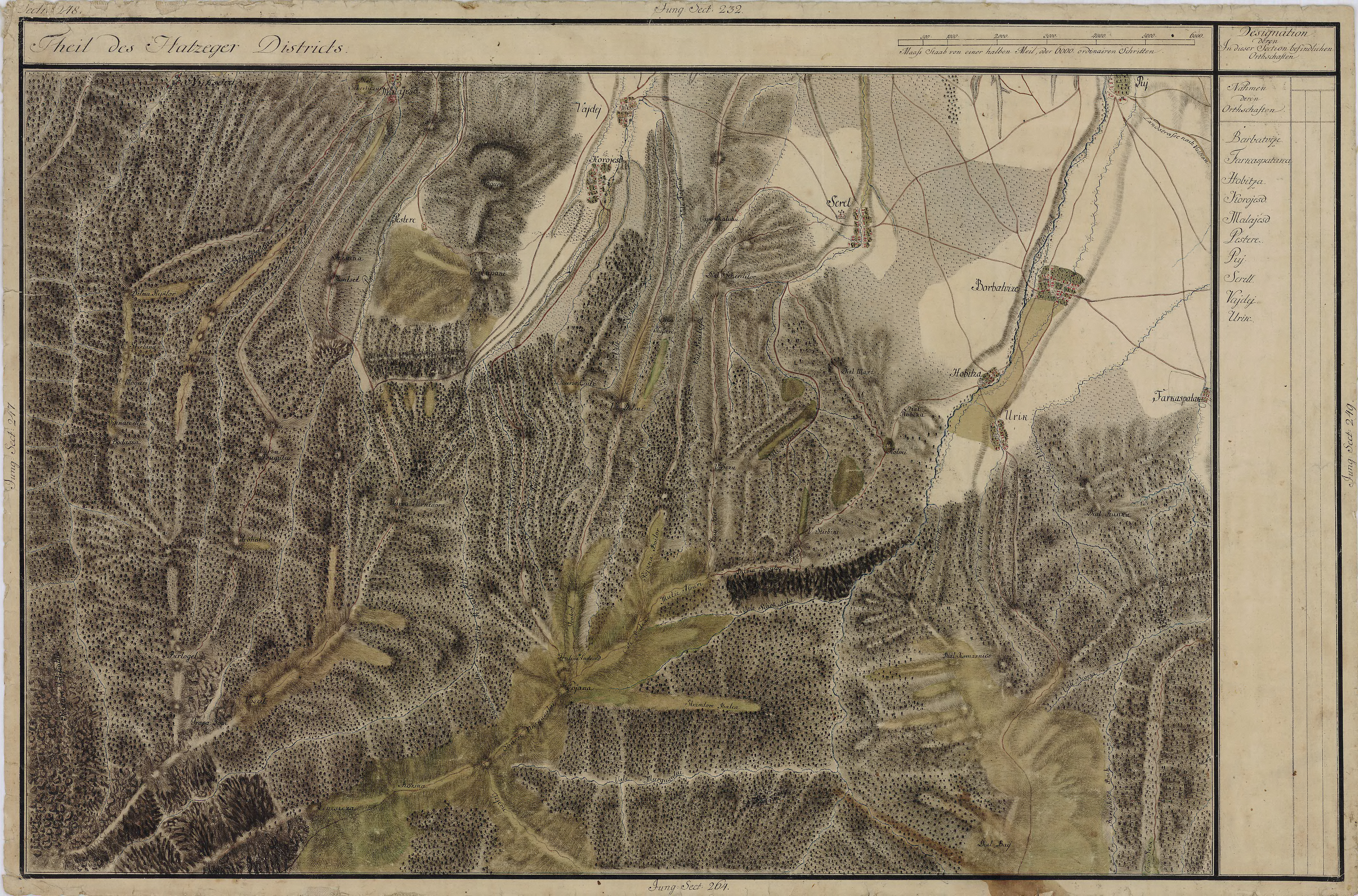
Satele Pui, Râu Bărbat, Şirel, Hobiţa şi Uric în Harta Iosefină a Transilvaniei